# 橋粒
桥粒（英語：desmosome）也称黏着斑（macula adherens），是一种专门用于相邻细胞间黏附（细胞黏附）的细胞结构；其属于一类连接复合体，在质膜侧面随机排列而呈局部点状黏着。桥粒是细胞间黏附较强的类型之一，存在于承受强烈机械应力的组织中，如心肌组织、膀胱组织、胃肠黏膜、上皮等。桥粒有许多异名，如：胞橋小體、細胞膜吸著部、細胞間橋體、是一种细胞之间连接的结构。
根据桥粒连接形态，可分为点状桥粒、带状桥粒和半桥粒。桥粒是细胞连接的一种。桥粒有助抵抗拉扯力，可見於簡單或多層鱗狀上皮組織，胞間距離可遠至30奈米，另外此結構也存於肌肉細胞幫助連接。

## 结构

桥粒

桥粒最明显的形态特征是细胞内锚蛋白形成的盘状致密斑（桥粒胞质斑），一侧与细胞中的中间丝相连，另外一侧与跨膜黏附蛋白相连形成纽状结构，将相邻细胞铆接起来。

## 分类

### 点状桥粒
看起來一點一點的就是點狀橋粒
(注意：要在電子顯微鏡下看)

### 带状桥粒
看起來一條一條的就是帶狀橋粒
(注意：要在電子顯微鏡下看)

### 半桥粒
半桥粒在形态上和桥粒类似，但功能和化学组成不尽相同。半桥粒是细胞和细胞外基质的连接方式，这有别与桥粒。其细胞膜上的跨膜黏附蛋白为整联蛋白，与胞外基质的层粘连蛋白相连。通过半桥粒，细胞可以黏着在基膜上。